# Lorez Alexandria
Dolorez Alexandria Turner, detta Lorez (Chicago, 14 agosto 1929 – Gardena, 22 maggio 2001), è stata una cantante statunitense.
Ha pubblicato circa venti album nel corso di 36 anni di carriera. Si è ritirata nei primi anni '90.

## Discografia
- This Is Lorez – King Records 1957
- Lorez Sings Pres: A Tribute to Lester Young – King Records 1957
- The Band Swings, Lorez Sings – King Records 1959
- With the Ramsey Lewis Trio – Cadet Records 1960
- Singing Songs Everyone Knows – King Records 1960
- Early in the Morning – Argo Records 1960
- Sing No Sad Songs for Me – Argo Records 1961
- Deep Roots – Argo Records 1962
- For Swingers Only – Dusty Grove Records 1963
- Alexandria the Great – Impulse! Records 1964
- More of the Great Lorez Alexandria – Impulse! Records 1964
- Didn't We – Pzazz Records 1968
- In a Different Bag – Pzazz Records 1969
- A Woman Knows – Discovery Records 1978
- How Will I remember You? – Discovery Records 1978
- Sings the Songs of Johnny Mercer, Vol. 1 – Discovery Records 1980
- Sings the Songs of Johnny Mercer, Vol. 2: Harlem Butterfly – Discovery Records 1984
- Sings the Songs of Johnny Mercer, Vol. 3: Tangerine – Trend Records 1984
- Dear to My Heart – Trend Records 1987
- May I come In? – Muse Records 1991
- From Broadway To Hollywood-Trio Records 1977
- I'll Never Stop Loving You – Muse Records 1992
- Star Eyes – Muse Records 1993